# Lý Đại Duy
Lý Đại Duy (tiếng Trung: 李大維; bính âm: Lǐ Dàwéi; sinh ngày 15 tháng 10 năm 1949) là chính trị gia người Đài Loan. Ông hiện giữ chức Bí thư trưởng Hội đồng An ninh Quốc gia Đài Loan. Ông là Bộ trưởng Bộ Ngoại giao Đài Loan từ ngày 20 tháng 5 năm 2016 đến ngày 26 tháng 2 năm 2018.

## Sự nghiệp
Năm 1988 đến năm 1989, ông đảm nhiệm vai trò trợ lý chính của Bộ trưởng Bộ Ngoại giao Đài Loan. Năm 1990 đến năm 1993, ông là Phó Vụ trưởng Vụ Bắc Mỹ, Bộ Ngoại giao Đài Loan.
Năm 1993 đến năm 1996, ông là nghiên cứu viên Trung tâm nghiên cứu Đông Á Fairbank, Đại học Harvard.
Năm 1996, ông được bổ nhiệm làm Vụ trưởng Vụ Bắc Mỹ, Bộ Ngoại giao Trung Hoa Dân Quốc. Năm 1997 đến năm 1998, ông là Bộ trưởng Văn phòng Thông tin Chính phủ, Hành chính viện và Người phát ngôn Chính phủ (cấp nội các).
Năm 1998 đến năm 2001, ông giữ chức Thứ trưởng Bộ Ngoại giao Đài Loan.
Năm 2001 đến năm 2004, ông là đại diện Văn phòng đại diện Đài Bắc tại Bỉ, cũng chịu trách nhiệm về Liên minh châu Âu và Luxembourg. Năm 2004 đến năm 2007, ông là đại diện Văn phòng đại diện Kinh tế và Văn hóa Đài Bắc tại Hoa Kỳ. Năm 2007 đến năm 2012, ông là đại diện Văn phòng Kinh tế và Văn hóa Đài Bắc tại Canada.

## Bộ trưởng Ngoại giao

### Tư cách thành viên của Đài Loan tại Liên Hợp Quốc
Phát biểu vào tháng 8 năm 2016, Lý Đại Duy nói rằng Đài Loan sẽ tiếp tục theo đuổi sự tham gia có ý nghĩa vào các cơ quan của Liên Hợp Quốc (LHQ). Tuy nhiên, ông sẽ không khuyến khích Đài Loan nộp đơn ứng tuyển làm thành viên Liên Hợp Quốc.

### Thăm đồng minh ngoại giao Trung Hoa Dân Quốc (Đài Loan)
Trong suốt nhiệm kỳ giữ cương vị bộ trưởng ngoại giao Đài Loan, Lý Đại Duy đã đến thăm Palau tham dự lễ nhậm chức của Tổng thống Tommy Remengesau vào tháng 1 năm 2017, Haiti tham dự lễ nhậm chức của Tổng thống Jovenel Moïse vào tháng 2 năm 2017 và Quần đảo Solomon vào tháng 6 năm 2017.